# Pha Đầu
Pha Đầu (chữ Hán giản thể: 坡头区, âm Hán Việt: Pha Đầu khu) là một quận thuộc địa cấp thị Trạm Giang, tỉnh Quảng Đông, Cộng hòa Nhân dân Trung Hoa. Quận Pha Đầu có diện tích 424 km², dân số 380.000 người. Mã số bưu chính của Pha Đầu là 524057. Về mặt hành chính, quận Pha Đầu được chia thành 2 nhai đạo, 5 trấn. Tổng cộng có 59 ủy ban thôn, 5 ủy ban cư.
- Nhai đạo: Nam Điều, Ma Tà.
- Trấn: Pha Đầu, Nam Tam, Càn Đường, Quan Độ, Long Đầu.